# United States (álbum)
United States es un álbum de estudio del guitarrista Paul Gilbert y el cantante Freddie Nelson. Esta colaboración ha sido descrita como una combinación de los sonidos de Queen y Mr. Big. El álbum fue publicado en abril de 2009.

## Lista de canciones
1. "The Last Rock and Roll Star" – 4:05
2. "Hideaway" – 4:41
3. "Waste Of Time" – 3:22
4. "Bad Times Good" – 3:39
5. "Paris Hilton Look-Alike" – 4:02
6. "The Answer" – 3:03
7. "I'm Free" – 4:19
8. "Pulsar" – 4:27
9. "Girl From Omaha" – 3:15
10. "I'm Not Addicted" – 3:01

## Créditos
- Paul Gilbert - Guitarra
- Freddie Nelson - Voz, guitarra